# Ryan Costello
Ryan A. Costello (Phoenixville, 7 settembre 1976) è un politico e avvocato statunitense, membro della Camera dei Rappresentanti per lo Stato della Pennsylvania dal 2015 al 2019.

## Breve vita
Costello è nato nel settembre del 1976, a Phoenixville, piccola cittadella della Contea di Chester, da genitori entrambi insegnanti. Ha frequentato l'Ursinus college, e si è laureato in legge presso la Villanova University.

## Carriera politica
Costello fu membro della Commissione dei Supervisori della Contea di Chester per sei anni, successivamente fu il capo della commissione per quattro anni. Nel 2008 venne eletto come registratore degli atti della Contea di Chester. Nel 2011 fu eletto alla Commissione della Contea. I suoi colleghi commissari lo elessero come presidente della commissione nel 2013, per poi riconfermarlo nel 2014.
Quando Jim Gerlach, il rappresentante repubblicano del sesto distretto elettorale della Pennsylvania alla Camera dei rappresentanti, annunciò di non voler correre per la rielezione del 2014, Costello si candidò per il Partito Repubblicano. Senza oppositori, non partecipò alle primarie del partito, ottenendo di fatto la nomination.
Nelle elezioni generali si scontrò con il democratico Manan Trivedi e lo sconfisse con oltre il 56% delle preferenze.
Rieletto per un secondo mandato nel 2016, Costello annunciò la propria intenzione di non ricandidarsi per un ulteriore mandato nel 2018 e fu succeduto dalla democratica Chrissy Houlahan.

## Vita personale
Ryan Costello vive con sua moglie e suo figlio a West Chester. La famiglia è presbiteriana.